# Appleton (månekrater)
Appleton er et stærkt eroderet nedslagskrater på Månen. Det befinder sig på den nordlige halvkugle på Månens bagside og er opkaldt efter den engelske fysiker Edward V. Appleton (1892-1965).
Navnet blev officielt tildelt af den Internationale Astronomiske Union (IAU) i 1970. 

## Omgivelser
Mod nordvest ligger Von Neumann- og Campbell-kraterne. Det mindre Golovinkrater ligger mod nordøst, mens månehavet Mare Moscoviense ligger længere mod sydvest. Appleton har et par satellitkratere på hver sin side af kanten, så de danner en tripelformation. "Appleton R"-krateret ligger i retning vest-sydvest og har et andet krater lige inden for sin nordlige rand. På Appletons modsatte side ligger "Appleton D", som i form og størrelse minder om "Appleton R". 

## Karakteristika
Både kratervæg og -bund er stærkt eroderet af mange senere nedslag, der har gjort dannelserne afrundede og irregulære. Der ligger et kraterpar over den sydvestlige rand, og to småkratere langs den østlige. Kraterbunden er irregulær med mange småkratere.

## Satellitkratere
De kratere, som kaldes satellitter, er små kratere beliggende i eller nær hovedkrateret. Deres dannelse er sædvanligvis sket uafhængigt af dette, men de får samme navn som hovedkrateret med tilføjelse af et stort bogstav. På kort over Månen er det en konvention at identificere dem ved at placere dette bogstav på den side af satellitkraterets midte, som ligger nærmest hovedkrateret. Appletonkrateret har følgende satellitkratere:
| Appleton | Længde  | Bredde   | Diameter |
| -------- | ------- | -------- | -------- |
| D        | 38,0° N | 160,6° Ø | 37 km    |
| M        | 33,9° N | 158,3° Ø | 21 km    |
| Q        | 34,3° N | 155,3° Ø | 26 km    |
| R        | 36,2° N | 156,2° Ø | 39 km    |

## Måneatlas
- Billeder af Appletonkrateret i LPI-måneatlasset